# Dasz Alti
Dasz Alti – wieś w Iranie, w ostanie Azerbejdżan Zachodni, w szahrestanie Mijandoab. W 2006 roku liczyła 40 mieszkańców.